# Museu Hector Pieterson
El Museu Hector Pieterson és un museu de Johannesburg, Soweto (Sud-àfrica) dedicat a Hector Pieterson, un escolar mort a trets per la policia quan participava en una manifestació d'estudiants en contra del règim segregacionista de l'apartheid. Al museu s'expliquen les causes i les conseqüències d'aquesta revolta, així com la història de la fotografia d'un reporter que va captar l'escena de l'assassinat i va convertir Pieterson en un símbol de la causa anti-apartheid.
Soweto, barri perifèric de la ciutat de Johannesburg, va esdevenir un símbol de la resistència contra l'apartheid per diversos motius, en primer lloc perquè hi vivien alguns dels caps visibles de l'oposició al règim com Nelson Mandela o el bisbe Desmond Tutu, veïns del mateix carrer i ambdós premi Nobel de la Pau. Soweto va ser portada de tots els diaris del món quan el mes de juny del 1976 hi va començar la rebel·lió d'estudiants.